# ماتئو چینلاتو
ماتئو چینلاتو (انگلیسی: Matteo Chinellato؛ زادهٔ ۲ سپتامبر ۱۹۹۱) بازیکن فوتبال اهل ایتالیا است.
از باشگاه‌هایی که در آن بازی کرده‌است می‌توان به باشگاه فوتبال سورنتو کالچو، باشگاه فوتبال فیورنتینا، باشگاه فوتبال کوزنتسا کالچو، باشگاه فوتبال آلساندریا، باشگاه فوتبال ونتزیا، باشگاه فوتبال پادوا، باشگاه فوتبال رجانا، باشگاه فوتبال جنوآ، و باشگاه فوتبال آ.ث. میلان اشاره کرد.
وی همچنین در تیم ملی فوتبال زیر ۲۰ سال ایتالیا بازی کرده‌است.